# Kabinett Orlando
Das Kabinett Orlando regierte das Königreich Italien vom 30. Oktober 1917 bis zum 23. Juni 1919. Es löste das Kabinett Boselli ab und wurde von Ministerpräsident Vittorio Emanuele Orlando angeführt.

## Entstehung und Entwicklung
Das Kabinett Orlando war das 52. Kabinett des Königreiches und ein Jahr, sieben Monate und 24 Tage im Amt. Nachdem König Viktor Emanuel III. Orlando bereits am 29. Oktober 1917 zum Ministerpräsidenten ernannt hatte, wurden die Minister erst am Tag darauf vereidigt. Das erneut von einer breiten parlamentarischen Mehrheit getragene Kabinett, richtete sein Augenmerk nach der verheerenden Niederlage der italienischen Armee in der Zwölften Isonzoschlacht vollständig auf die militärischen und zivilen Kriegsanstrengungen, die von Orlando mit patriotischen Parlamentsdebatten angeheizt wurden. Zu dem Zweck entstanden auch das Ministerium für Kriegsfürsorge und Kriegsrente sowie das Ministerium für Lebensmittelversorgung und -verbrauch. Nach der Unterzeichnung des Waffenstillstands von Villa Giusti am 3. November 1918, der den Zerfall Österreich-Ungarns besiegelte, wurde ein weiteres Ministerium für den „Wiederaufbau der vom Feind befreiten Gebiete“ eingerichtet.
Auf der ab Januar 1919 tagenden Pariser Friedenskonferenz konnte sich die von Orlando und seinem Außenminister Sidney Sonnino angeführte italienische Delegation nicht mit ihren territorialen Wünschen in Bezug auf Fiume durchsetzen, was zum von den Faschisten ausgenutzten Mythos des verstümmelten Sieges (italienisch vittoria mutilata)  beitrug. Infolgedessen verlor die Regierung zusehends an Rückhalt. Am 19. Juni 1919 reichte Orlando seinen Rücktritt ein, nachdem die Abgeordnetenkammer es abgelehnt hatte, unter Ausschluss der Öffentlichkeit über außenpolitische Fragen zu diskutieren. Als Nachfolger wurde Schatzminister Francesco Saverio Nitti bestellt, der das Kabinett Nitti I bildete.

## Minister

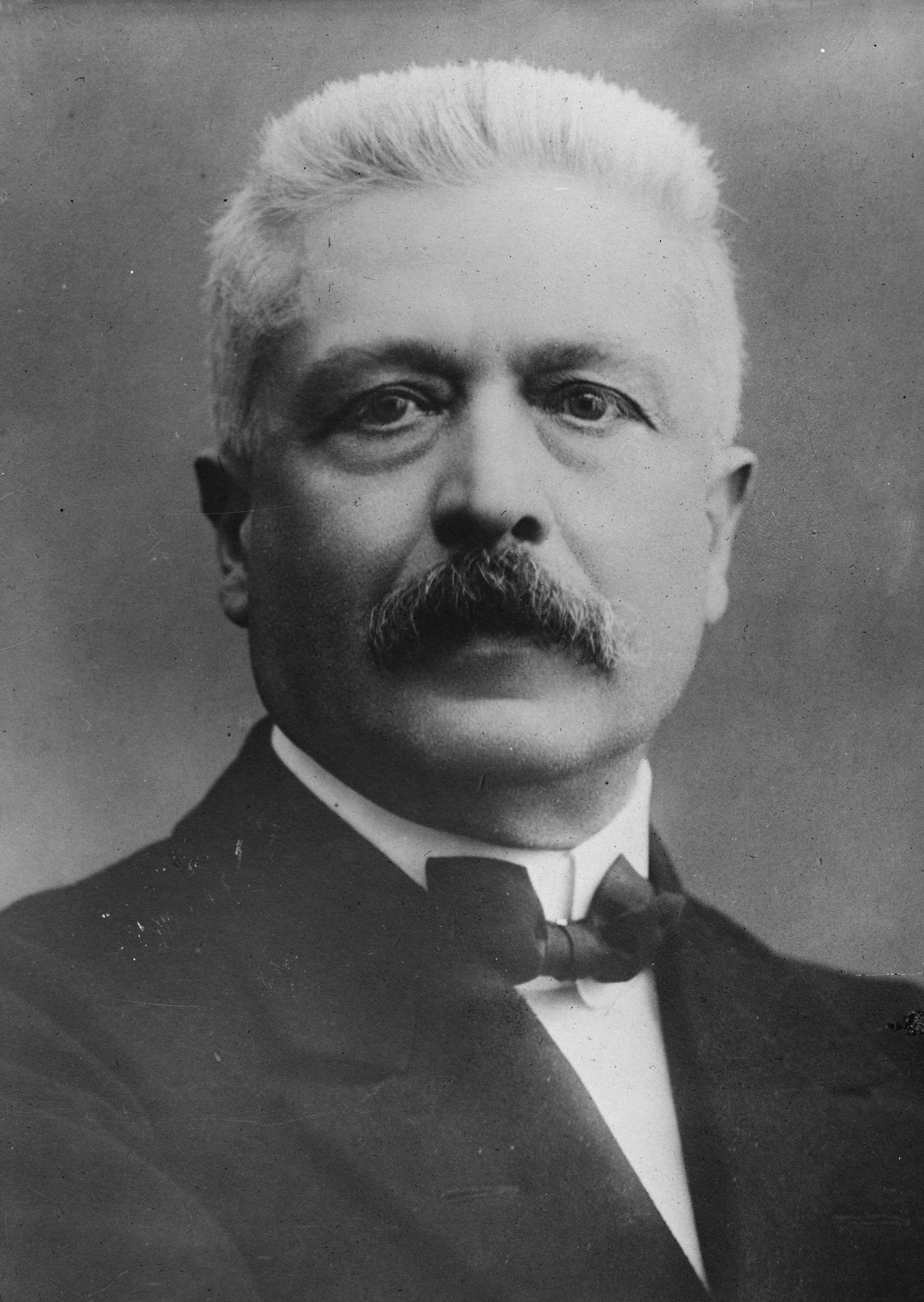
Vittorio Emanuele Orlando

| Ministerien                                  | Name |
| -------------------------------------------- | --- |
| Ministerpräsident                            | Vittorio Emanuele Orlando |
| stellvertretender Ministerpräsident          | Giovanni Villa (ab 18. Januar 1919 bis 17. Juni 1919) Gaspare Colosimo (ab 9. März 1919)                                                                      |
| Äußeres                                      | Sidney Sonnino |
| Inneres                                      | Vittorio Emanuele Orlando (bis 17. Januar 1919) Giovanni Villa (geschäftsführend bis 8. März 1919) Gaspare Colosimo (ab 9. März 1919)                         |
| Justiz und Kirchenangelegenheiten            | Ettore Sacchi (bis 17. Januar 1919) Luigi Facta (ab 18. Januar 1919)                                                                                          |
| Krieg                                        | Vittorio Luigi Alfieri (bis 20. März 1918) Vittorio Zupelli (bis 17. Januar 1919) Enrico Caviglia (ab 18. Januar 1919)                                        |
| Marine                                       | Alberto Del Bono |
| Finanzen                                     | Filippo Meda |
| Schatz                                       | Francesco Saverio Nitti (bis 17. Januar 1919) Bonaldo Stringher (ab 18. Januar 1919)                                                                          |
| Öffentliche Arbeiten                         | Luigi Dari (bis 31. Dezember 1918) Ivanoe Bonomi (ab 1. Januar 1919)                                                                                          |
| Bildung                                      | Agostino Berenini |
| Landwirtschaft                               | Giambattista Miliani (bis 17. Januar 1919) Vincenzo Riccio (ab 18. Januar 1919)                                                                               |
| Industrie, Handel und Arbeit                 | Augusto Ciuffelli |
| Post und Telegraphie                         | Luigi Fera |
| Kolonien                                     | Gaspare Colosimo |
| See- und Eisenbahntransport                  | Riccardo Bianchi (bis 14. Mai 1918) Giovanni Villa (bis 17. Januar 1919) Giuseppe De Nava (ab 18. Januar 1919)                                                |
| Waffen und Munition                          | Alfredo Dallolio (bis 14. Mai 1918) Vittorio Zupelli (ab 15. Mai 1918)                                                                                        |
| Kriegsfürsorge und Kriegsrente               | Leonida Bissolati (ab 1. November 1917 bis 31. Dezember 1918) Vittorio Zupelli (geschäftsführend bis 17. Januar 1919) Giuseppe Girardini (ab 18. Januar 1919) |
| Lebensmittelversorgung und -verbrauch        | Silvio Crespi (ab 22. Mai 1918 bis 18. Juni 1919) Maggiorino Ferraris (ab 18. Juni 1919)                                                                      |
| Waffen und Transport                         | Giovanni Villa (vom 15. September 1918 bis zur Auflösung am 24. November 1918)                                                                                |
| Wiederaufbau der vom Feind befreiten Gebiete | Antonio Fradeletto (ab 19. Januar 1919) |
| ohne Geschäftsbereich                        | Leonida Bissolati (bis 17. Januar 1919) |
| ohne Geschäftsbereich                        | Giovanni Villa (ab 18. Januar 1919) |
| ohne Geschäftsbereich                        | Antonio Fradeletto (vom 18. Januar 1919 bis 17. Juni 1919) |
| ohne Geschäftsbereich                        | Silvio Crespi (ab 18. Juni 1919) |